# ハビエル・デ・ボルボン＝パルマ
フランソワ＝グザヴィエ・ド・ブルボン＝パルム（フランス語: François-Xavier de Bourbon-Parme, 1889年5月25日 - 1977年5月7日）は、ボルボーネ＝パルマ家家長。カルリスタの一派によってカルリスタのスペイン王として推された。イタリア語名はフランチェスコ・サヴェリオ・ディ・ボルボーネ＝パルマ（Francesco Saverio di Borbone-Parma）、スペイン語名はフランシスコ・ハビエル・デ・ボルボン＝パルマ・イ・ブラガンサ（Francisco Javier de Borbón-Parma y Braganza）。

## 生涯
最後のパルマ公ロベルト1世と2番目の妻マリーア・アントーニアの間の次男としてカマイオーレに生まれる。
第一次世界大戦中、兄シクスト（シクストゥス）とともにベルギー軍将校となっていたが、兄と共に妹ツィタが皇后だったオーストリア＝ハンガリーの連合国との単独講和交渉に当たった。
母方の伯母マリア・デ・ラス・ニエベスの夫サン・ハイメ公アルフォンソ・カルロスはカルリスタの支持する「スペイン王アルフォンソ・カルロス1世」であったが、1936年に死去するとボルボン家のカルリスタ王位請求者の男系は断絶した。アルフォンソ・カルロス自身はグザヴィエを後継者に指名していたが、他にもアルフォンソ13世の王子たちやアルフォンソ・カルロスの姪ブランカの末子であるトスカーナ大公子カルロス・ピオを推す諸派があり、カルリスタは内部分裂した。グザヴィエは1936年から1952年まで摂政を、その後自らスペイン王として「ハビエル1世」（スペイン語: Javier I）を称した。
第二次世界大戦中、グザヴィエはベルギー軍の砲兵大佐として従軍した。ベルギーの降伏後はスペインへ亡命しようとしたが、フランシスコ・フランコに拒否されたためにフランスのレジスタンス運動に参加した。マキを支援していたが、1944年7月22日にゲシュタポによって逮捕された。「夜と霧」が適用されてクレルモン＝フェランに収監された後、連合国軍の進撃に伴ってナッツヴァイラー強制収容所、ダッハウ強制収容所などを転々とし、1945年5月4日にアメリカ軍によって解放された。

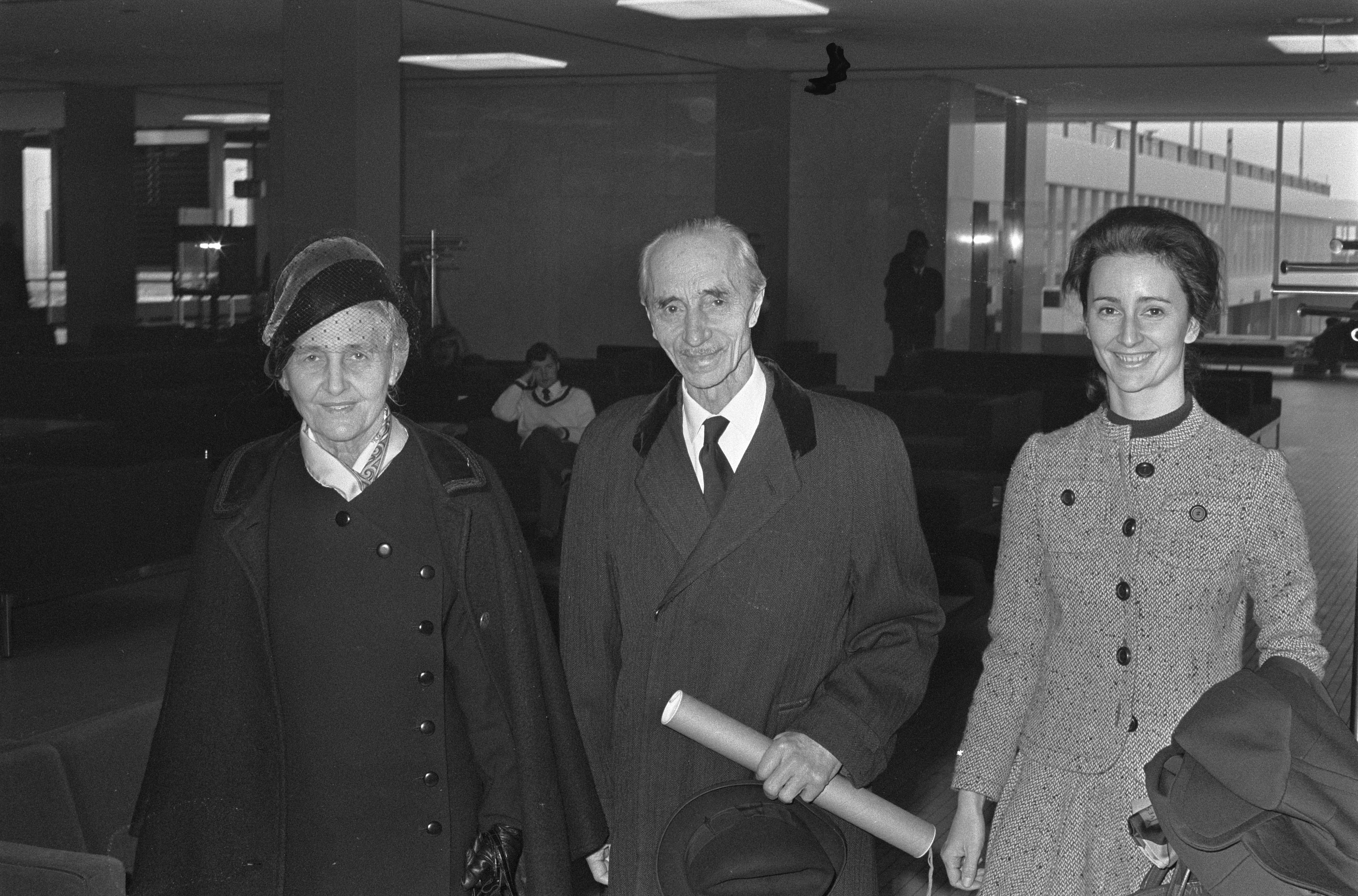
妻マドレーヌ、四女マリー・ド・ネージュと（1970年）

晩年の1974年に甥ロベルト・ウーゴが死去すると、ボルボーネ＝パルマ家家長および名目上のパルマ公位を継承した。
妹ツィタの元を訪れにスイスのツィツァースに滞在していた最中の1977年5月7日、心臓発作で死去した。遺体はソレムのサン・ピエール修道院に葬られた。

## 子女

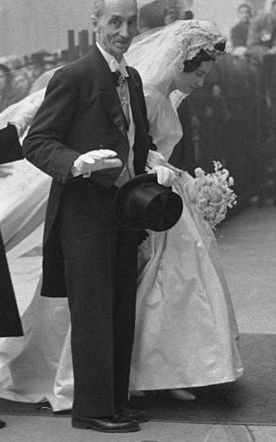
長女マリー＝フランソワーズの結婚式で（1960年）

1929年11月12日にリニエールでブルボン家の庶子の家系の一つブルボン＝ビュッセ家のマドレーヌ（マグダレーナ）と結婚した。マドレーヌとの間に2男4女を儲けた（名前はフランス語名／スペイン語名で記す）。
- マリー＝フランソワーズ／マリア・フランシスカ（英語版）（1928年 - ） - 1959年、エドゥアール・ド・ロブコウィチュ（英語版）と結婚
- シャルル＝ユーグ／カルロス・ウゴ（1930年 - 2010年） - ボルボーネ＝パルマ家家長
- マリー＝テレーズ／マリア・テレサ（1933年 - 2020年） - 2019新型コロナウイルスによる急性呼吸器疾患により死去[1]
- セシール・マリー／セシリア・マリア（英語版）（1935年 - 2021年）
- マリー・ド・ネージュ／マリア・デ・ラス・ニエベス（1937年4月29日 - ）
- シクスト＝アンリ／シクスト・エンリケ（1940年 - ）